# Egglestonichthys
Egglestonichthys es un género de peces de la familia de los Gobiidae en el orden de los Perciformes.

## Especies
Hay seis especies reconocidas en el género:
- Egglestonichthys bombylios Larson & Hoese, 1997
- Egglestonichthys fulmen Fujiwara, Suzuki & Motomura, 2020
- Egglestonichthys melanoptera (Rao, 1971)
- Egglestonichthys patriciae P. J. Miller & Wongrat, 1979
- Egglestonichthys rubidus G. R. Allen, Erdmann & William M. Brooks, 2020
- Egglestonichthys ulbubunitj Larson, 2013